# Cottus metae
Cottus metae är en fiskart som  ingår i familjen simpor. IUCN kategoriserar arten globalt som livskraftig.